# Musical Comedy
Eine Musical Comedy (englisch für musikalische Komödie) ist ein komödienhaftes Theaterstück mit eingelegten Songs und Tanznummern. Die Bezeichnung wurde vor allem als Untertitel von Broadway-Shows zwischen etwa 1920 und 1970 verwendet.

## Geschichte
Bis etwa 1900 bedeutete Musical Comedy etwa dasselbe wie Vaudeville im Französischen: ein gegenüber der Operette und der Spieloper etwas leichteres, auch von Schauspielern zu singendes heiteres Bühnenstück.

### Ursprünge
Der Ursprung der US-amerikanischen Musical Comedy liegt in den Revuen zwischen 1900 und 1920, etwa von George M. Cohan oder Florenz Ziegfeld Jr. Diese Revuen waren inhaltlich eher unzusammenhängend und präsentierten lange Reihen von „Chorus girls“, wie es auch in Europa üblich war. Die Komponisten Victor Herbert, Irving Berlin oder Jerome Kern steuerten in dieser frühen Phase zunächst nur einzelne Songs zu Broadway-Produktionen bei. Die 1910er-Jahre waren geprägt von den Ziegfeld Follies, die ihr Vorbild in den Pariser Folies Bergère hatten. 1912 vertonte Kern zum ersten Mal ein ganzes Stück (The Red Petticoat). Ähnlich wie der Film war die Musical Comedy nicht so sehr ein Werk von Autoren als von Produzenten, die ein investiertes Kapital vermehren wollten. 
Frühe Musical Comedies sind noch von der Revue-Tradition geprägt (z. B. Fifty Million Frenchmen (1929) oder Anything Goes (1934) von Cole Porter) oder sie sind Schwänke in europäischer Tradition mit eingelegter Musik wie No, No, Nanette (1925) von Vincent Youmans oder Oh, Kay! (1926) von George Gershwin. Wegen des fehlenden Handlungsstrangs oder der mangelnden Integration der Musik in die Handlung werden sie heute kaum mehr aufgeführt, obwohl manche Musiknummern zu Jazzstandards geworden sind. 
Von Beginn an gab es eine enge Zusammenarbeit zwischen dem New Yorker Broadway und den Londoner West-End-Theatern: Oft wurde dieselbe Inszenierung bereits in der Phase der Tryouts und Previews vor der offiziellen Premiere zugleich in London und in den USA gespielt.

### Durchgehende Handlungen
Die Konkurrenz des Stummfilms in den 1920er-Jahren und des Tonfilms seit den 1930er-Jahren drängte die Theater mehr und mehr zu durchgehenden Handlungen mit weniger beliebigen Musikeinlagen. Es entstanden die „Book Musicals“, die ein Buch, also ein komplettes Drama, zur Grundlage hatten und die Musiknummern nicht nur als Einlagen einstreuten, sondern eng mit der Handlung verbanden. Auch der starke Einfluss der Theaterkritiker (v. a. Brooks Atkinson) führte in diese Richtung.  
Eines der ersten „Book Musicals“ ist die Politsatire Of Thee I Sing (1931) von Gershwin, die den Pulitzer-Preis erhielt. In den 1930er-Jahren gab es ein buntes Spektrum eigenständiger Musical Comedies. Richard Rodgers schuf mit dem Textautor Lorenz Hart Antikenparodien wie The Boys from Syracuse (1938) oder Literaturvertonungen mit sarkastischem Humor wie Pal Joey (1940).
Auch der Tanz wurde nun in die Handlung integriert, ihr aber nicht unbedingt untergeordnet. Bahnbrechend in dieser Beziehung war Rodgers’ On Your Toes (1936), dessen Tanznummern von George Balanchine choreografiert wurden.

### Konkurrenz des Musical Play
Der Untertitel „A Musical Comedy“ wurde nun oft gebraucht, um sich von den aus der Mode gekommenen Operetten abzusetzen. Der Operettenkomponist Sigmund Romberg bezeichnete etwa sein lokalgeschichtliches Stück Up in Central Park (1945) als Musical Comedy und versuchte darin modern zu sein, indem er den operettenhaften 3/4-Takt vermied.
In den 1930er-Jahren entstand auf Initiative des Autors und Impresarios Oscar Hammerstein II das ernsthaftere Musical Play als Reformversuch der Musical Comedy. Nach dem Krieg, bis in die 1950er-Jahre, gab es allerdings noch viele erfolgreiche Musical Comedies. Ausgeprägt komödiantische Stücke dieser Zeit mit historischen und literarischen Stoffen wie Berlins Annie Get Your Gun (1946), Porters Kiss Me, Kate (1948), Frederick Loewes My Fair Lady (1956) oder Jule Stynes Gypsy (1959) sind mittlerweile zu Klassikern geworden.

### Nachklang
In den 1960er-Jahren erschien die Gattung Musical Comedy erschöpft. Einige letzte Erfolge wie Jerry Hermans Hello, Dolly! (1964) kamen noch nach. Der große Neuerer Stephen Sondheim hatte mit der traditionell angelegten Antikenparodie A Funny Thing Happened on the Way to the Forum (1962) zwar noch Erfolg, es war ihm aber klar, dass das musikalische Broadway-Theater neue Wege gehen musste. Die Aufbruchstimmung der 68er-Bewegung fegte die Musical Comedy weg. Sondheims Stücke Company (1970) oder A Little Night Music (1973) experimentierten mit neuen Möglichkeiten und ernsten Sujets, obwohl sie stets noch Musical Comedy genannt wurden.
Das tragikomische Musical Cabaret (1966) wurde am Broadway als eine Art Wendepunkt wahrgenommen. Modernere komödiantische Musicals wie The Rocky Horror Show (1973) oder Little Shop of Horrors (1982), auch das satirische Puppentheater Avenue Q (2003) haben nicht mehr die „saubere“, wenn auch hintergründige Unbeschwertheit der klassischen Musical Comedy. Sie sind inhaltlich und textlich oft krasser und ironischer, weniger aufwändig produziert, spielen auf Bekanntes aus Film und Fernsehen an und enthalten an Stelle von elegantem Jazz eher Pop- und Rockmusik-Elemente. Andrew Lloyd Webbers Starlight Express (1987) als Großproduktion näherte sich dagegen wieder der Revue.